# 페네뮌데 육군 연구소

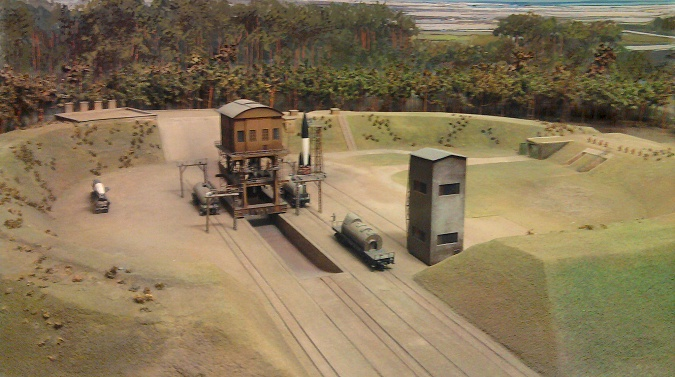
페네뮌데 로켓 발사장

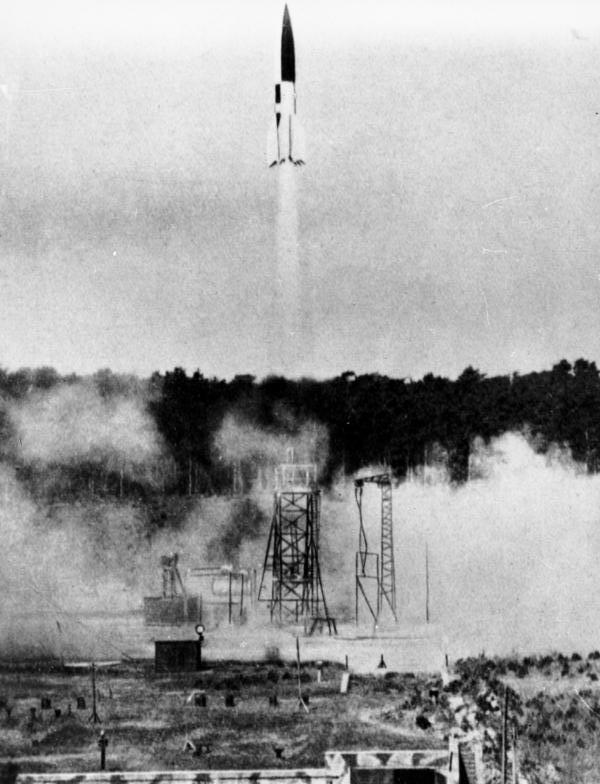
페네뮌데에서 발사중인 V-2 로켓

페네뮌데 육군 연구 센터(독일어: Heeresversuchsanstalt Peenemünde)는 독일 페네뮌데 섬에 설치된 육군 무기 연구소이다.

## 역사
1937년에 독일 육군 (1935년–1945년)이 설립했다. 나치 독일은 1940년대 초 제2차 세계대전의 전세가 연합군 쪽으로 기울기 시작하자 페네뮌데 연구소를 세우고 V-1, V-2 미사일을 연구했다. 발트해에 있는 작은 섬인 페네뮌데에 연구소를 설립했다. 페네뮌데 연구소는 세계 최초의 로켓 연구소이다. 2차대전에서 독일이 패배한 후, 페네뮌데 연구소 인력의 상당수는 미국이 차지했지만 로켓 공장은 소련 몫이었다. 소련은 이를 통째로 뜯어 스탈린그라드 동남쪽 카푸스틴 야르에 로켓연구소를 세웠다. 베르너 폰 브라운 박사는 전범이었지만, 처벌되지 않았고, 미국 뉴멕시코주 화이트 샌즈 미사일 시험장에서 로켓 개발을 계속했다. 베르너 폰 브라운 박사의 조수 헬무트 그뢰트루프를 비롯한 250명의 로켓 기술자는 소련이 카푸스틴 야르로 데려갔다.

## V-2 로켓
1943년 2월, 스탈린그라드 전투에서 소련군에 패배한 나치 독일 육군 (1935년–1945년)은 초조해졌다. 제한된 군사력과 자원·경제력으로 싸우려면 첨단 비밀무기를 개발하는 수밖에 없다고 생각했다. 그래서 그해 초 군 복무 중이던 과학기술자 4000여 명을 독일 북부 발트해 연안의 페네뮌데 로켓연구소로 차출했다. 이들은 사거리 320 km 탄도미사일 V-2 로켓(Vergeltungswaffe-2, 보복무기 2호)을 개발했다. 독일 중부 노르트하우젠의 로켓 공장에서 종전 때까지 5200기를 생산해 상당수를 벨기에, 영국, 프랑스 등을 공격하는 데 썼다.
윈스턴 처칠 총리는 제니 루소(en:Jeannie Rousseau)의 보고 및 다른 정보 등을 토대로 로켓이 제작되고 있던 발트해 연안의 페네뮌데 지역에 '가능한 최대 규모의 폭격'을 감행할 것을 지시했다. 이에 따라 약 600대의 폭격기가 독일 영내 깊숙이 침투해 폭격을 감행했으며 로켓 개발에 혼란을 초래해 상당 기간 지연시키는 데 성공했다.
1944년, 미국 공군의 B-17 폭격기가 페네뮌데 연구소를 폭격했다. 런던에서 페네뮌데는 970 km 떨어져 있다.

## 같이 보기
- 화이트 샌즈 미사일 시험장 - 미국판 페네뮌데
- 카푸스틴 야르 - 소련판 페네뮌데